# 현대철학
현대철학(現代哲學, 영어: contemporary philosophy)은 20세기 반 이후에 나타난 서양 철학·사상. 크게 영미권의 분석 철학과 독일·프랑스권의 대륙 철학으로 나눌 수 있다.
영미권에서는 논리 실증주의를 거쳐 분석 철학이 발전해, 이는 인공 언어 철학과 일상 언어 철학으로 나뉘었다. 독일에서는 후설의 현상학, 딜타이의 해석학, 그 둘을 시간론 위에서 통합하려고 시도한 하이데거의 현상학적 해석학, 기초적 존재론이 많은 학문 분야에 영향을 주었다.
프랑스 현대 철학에서는 독일 발상의 현상학을 승계하는 과정에서 실존주의가 흥했다. 그 후, 소쉬르를 선조로 하는 구조주의가 흥해, 실존주의는 쓸모없게 되어 갔지만, 한 층 더 이에 대한 반동으로서 후구조주의가 흥한다는 큰 흐름이 있었다. 이러한 큰 흐름은 이윽고 서로 영향을 주기 시작한다.
한 층 더 독일에서는 헤겔의 변증법을 기초에, 마르크스주의 철학과 과학을 통합해, 비합리적인 사회로부터의 인간의 해방을 목표로 하는 프랑크푸르트 학파의 비판 이론이 분석 철학을 실증주의라 비판해 대립하고 있었지만, 전후 이른바 '실증주의 논쟁'을 거쳐, 영미권의 분석 철학의 연구 성과를 받아 들이는 흐름이 생겼다. 반대로, 영미권에서도 대륙 철학의 연구 성과를 받아 들여 후근대의 조류를 받은 문화 연구, 후식민지주의 등의 새로운 학문의 흐름이 나왔다.

## 현대 철학의 선구자들
19세기 후반부터 20세기 전반에 걸친 몇 사람의 철학자·사상가가 현대 철학에 큰 영향을 준 인물로서 열거된다. 20세기 중반 영미 철학에서는 분석 철학이 지배적으로 되지만, 유럽에서는 고틀로프 프레게, 버트런드 러셀, 루트비히 비트겐슈타인들을 선구자로 하는 논리 실증주의의 운동이 시작되어 있었다. 논리 실증주의에 따르면 논리학과 수학의 진리는 동의어 반복 (항상 진이 되는 논리 명제)이며, 과학의 진리는 실험적으로 검증할 수 있다. 윤리학, 미학, 신학, 형이상학 및 존재론의 주장을 포함해 다른 주장은 어느 것도 의미가 없다고 했다 (이 이론은 검증 이론으로 불렸다). 아돌프 히틀러와 나치스당의 발흥에 의해, 많은 실증주의자가 독일로부터 영국이나 미국에 피해 그 후의 세월로는 미국에서의 분석 철학의 지배를 보강하게 되었다.
대륙 철학에서는 니체, 마르크스, 프로이트의 3명이 자주 이름이 오르지만, 그 밖에, 후설, 소쉬르 등도 중요시된다.

## 분석 철학과 대륙 철학의 분기
사이먼 크리치리에 의하면 분석 철학과 대륙 철학의 분기 지점은 두 개 있다고 여겨지고 있다. 하나는 이마누엘 칸트의 철학에 대한 2통리의 반응과 평가이며, 영미 철학은 '순수이성비판'이 성공한 '인식론'에, 대륙 철학은 '판단력 비판'의 '실천'에 각각 강한 관심을 가졌다.
하나 더는 프란츠 브렌타노들의 심리주의에 대한 두 명의 철학자가 다른 반응으로, 그 중의 한 명은 대륙 철학의 후설이며, 또 한사람은 분석 철학의 프레게이다. 이 두 명으로부터 각각의 철학의 흐름은 분기해, 다멧트는 그것을 후설을 흑해에 따르는 도나우강에, 프레게를 홋카이에 따르는 라인강에 비유하고 있다. 후설의 영향은 오늘 대륙 철학 뿐만 아니라, 영미 철학에도 넓게 미치고 있지만, 후설은 수학·논리학의 기초를 생물학적·심리학적인 과정에 요구하려는 심리주의, 특히 의미·사상까지도 표상으로 파악하는 것에 강하게 반대하고 있었지만, 이 점은 프레게도 마찬가지였다. 그러나, 양자는 의미·사상이라는 논리적인 것과 심리적인 물건을 엄밀하게 구별한다는 점에 대해서 공통되고 있었지만, 프레게는 심리적인 물건으로부터 논리적이지만 영역을 지킨다는 관심으로부터, 언어 표현의 내포 (의미)가 외연 (지시 대상)을 결정한다고 생각해 현재의 분석 철학의 기초를 만들었다. 이에 비해, 후설은 심리적인 물건과 논리적인 것이 어떻게 서로 영향을 주는가 하는 관심으로부터, 노에시스 / 노에마의 관계의 해명으로 향해, 현상학을 창시하게 되었던 것이다.

## 철학의 전문직화
후설과 프레게는 함께 수학기초론이라는 극히 전문적·기술적인 논의와 관계도사상을 확립하며 갔지만, 당시는 아인슈타인의 상대성 이론이나 양자 역학의 현저한 발달에 상징되듯이 '과학의 세기'라고 불리는 만큼 과학이 발달했던 시대였다. 독일에서는 교육과 연구의 일체화라는 혁명적인 발상에 따라서 베를린 대학이 창설되면, 영국·프랑스에 근대화가 늦는 독일의 산업 형성을 지지해 역사학, 사회학, 교육학, 민속학 등 새로운 학문 분야가 차례차례로 생겨 수학, 물리학, 화학 등 기존의 학문 분야도 급속한 발전을 이루어 오늘의 대학의 기본적인 제분야가 거의 그 골격을 나타내게 되었던 시대이기도 했다. 교양으로서의 학문으로부터 직업으로서의 학문이라는 전환을 완수한 독일의 대학은 각국의 모델이 되어, 각국에서 전문직으로서의 학자 집단이 생겼던 것이다. 이러한 당시의 배경 사정은 철학에도 당연한 일이면서 큰 영향을 주어 종래 철학의 한 분야인 논리학·수학·심리학 등등이 독립의 학문 분야로서 분리했을 뿐만이 아니라, 역사학의 영향을 받고, 엄밀한 비판을 거친 자료를 이용해 연구하는 철학사가 철학의 주요한 한 분야로 여겨지게 됐다, 예를 들면, 헤겔과 같이, 일생을 걸쳐 자신의 철학 체계를 혼자서 완성시킨다는 일은 불가능하거나 현저하게 곤란하게 되어, 다수의 학자가 공동으로, 헤겔 전집을 발행한다는 것처럼 철학도 전문직화해 갔다. 또, 철학도 당시의 과학의 발전에 수반해, 학제적으로 되어, 과학 철학 등 새로운 철학 분야의 발달 등에 응해, 그 내용도 전문적으로 기술적인 물건이 되어 갔던 것이다. 이러한 경향은 특히 영미 철학에서의 분석 철학에 현저하게 되어, 이 경향을 철저하게 한 인공 언어 철학을 낳았다.

## 분석 철학
20세기 초에 고틀로프 프레게나 버트런드 러셀에 의해서 기호논리학이 성립하고, 철학의 전문화라는 시대 배경 아래, 스코틀랜드 상식 학파의 성과 등 여러 가지 영향을 받아 이것을 흡수하며 분석철학 가운데, 전기 비트겐슈타인의 '논리 철학 논고'의 영향을 받은 조류는 논리학적인 인공 언어를 중시해 논리 실증주의 운동을 일으켜, 인공 언어 철학을 형성했지만, 이와는 정반대에 후기 비트겐슈타인의 '철학 탐구'의 영향을 받은 조류는 일상 언어를 중시해 일상 언어 철학을 형성했다.
W. V. O. 콰인은 비록 논리 실증주의자가 아니었지만, 철학이 명석한 지식을 추구하고 세계를 이해하는 과학과 어깨를 나란히 해가야 한다는 견해에서는 같았다. 콰인은 그의 논문 '경험주의의 두 독단 (도그마)'으로 논리 실증주의자의 지식의 분석·종합 구별을 비판해, 정당화의 정합설인 '신념의 거미집', 전체론을 제창했다. 콰인의 인식론으로는 고독의 경우에 어떤 경험도 일어나지 않기 때문에, 모든 신념 혹은 경험을 전체와 묶을 수 있는 지식에 대해서 실제로 전체적인 접근이 있다고 하고 있다. 콰인은 번역의 불완전성 이론의 일부로서 '가바가이' (gavagai)라는 말을 만들어낸 것으로도 유명하다.
콰인의 하버드 대학의 제자 솔 크립키는 분석 철학의 영향을 크게 받았다. 크립키는 브라이언 라이터가 간 조사에서 과거 200년 간의 가장 중요한 철학자 10명에 들어가 있었다. 크립키는 4개의 철학 논문으로 특히 잘 알려져 있다. 즉, (1) 양상 논리학과 관계론 이학을 위한 크립키 의미론 (그가 아직 10대의 사이에 개시한 몇 개의 논문에 게재됐다), (2) 1970년에 프린스턴 대학에서 한 강의 '지명과 필요성' (1972년과 1980년에 출판, 언어 철학을 재구축해 '형이상학을 재차 존경할 수 있는 것으로 했다'), (3) 비트겐슈타인의 철학의 해석, (4) 진리론이다. 또 집합론에 대해서도 중요한 공헌을 완수했다.
콰인의 하버드 대학에서의 또 1명의 제자 데이빗 켈로그 루이스는 브라이언 라이터가 간 조사에서 20세기에 가장 위대한 철학자의 한 명에 들어가 있다. 논의를 부른 양상 실재론의 제안으로 잘 알려져 있어 구체적이고 인과적으로 고립한 가능 세계가 무한하게 있어, 그 중의 한 살이 우리의 세계라고 주장하고 있다. 이들 가능 세계는 양상 논리학의 분야에서 나온다.
토마스 쿤은 과학사나 과학 철학의 분야에서 광범위한 실적을 남긴 중요한 철학자인 한 편 저작가였다. 그 유명한 저작 '과학 혁명의 구조'는 학술 문헌으로 인용되는 것이 많다. 쿤은 이 안에서 과학자는 새롭게 풀어야 할 퍼즐을 찾아내므로 다른 '패러다임' (이론적 골조)을 다니며 전진해, 문제에 대한 해를 찾아내기 위한 고투가 펼쳐지면 세계관에 시프트가 일어난다고 해, 이것을 '패러다임 시프트'라고 이름 붙였다. 그 공적은 지식 사회학에서의 이정표라고 생각되고 있다.

## 대륙 철학

### 서구 마르크스주의

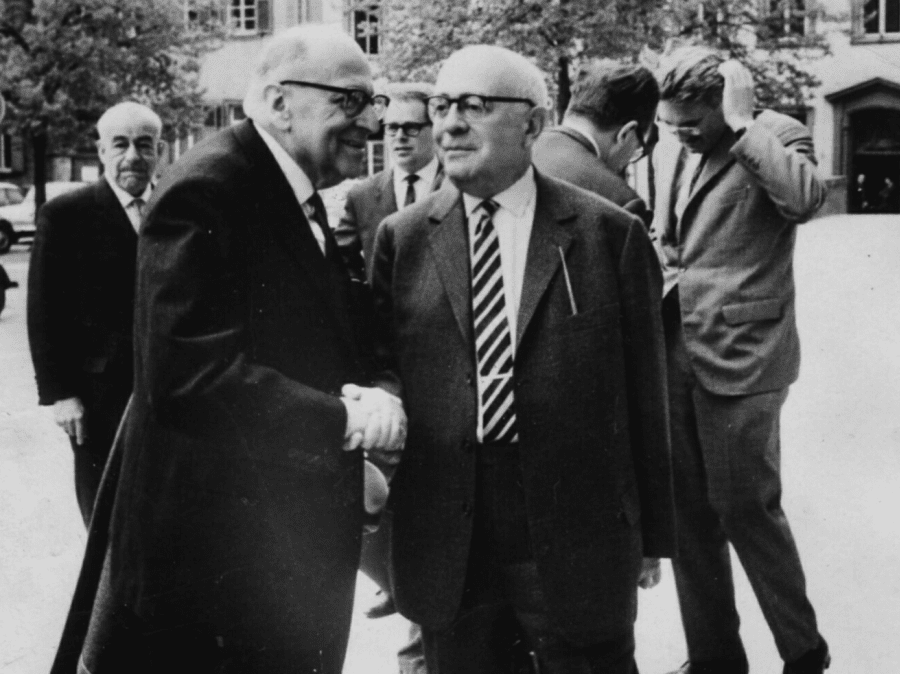
(왼쪽에서 순서대로) 호르크하이머, 아도르노. 배후가 하버마스.

제2차 세계대전 이후, 세계는 아메리카 합중국을 중심으로 하는 서쪽 세계와 소비에트 사회주의 연방공화국  공화국을 중심으로 하는 동쪽 세계에 대립하는 냉전시대에 들어갔다. 이것은, 서독과 동독에 분열을 피할 수 없게 된 독일의 사상계에 결정적인 영향을 주었다. 서구의 마르크스주의자는 소련형의 마르크스주의 (마르크스 레닌주의, 그 후계로서의 스탈린 주의)에 대해서 이론이나 비판적 입장을 가지는 사람도 적지 않았지만, 최초로 서구형의 마르크스주의를 제시한 것은 철학자 르카치였다. 독일의 프랑크푸르트 학파로 불리는 마르크스주의자들은 아도르노나 호르크하이머를 필두로, 소련형 마르크스주의 뿐만 아니라, 서양 문명에서의 전통적 이론을 비판해 걸리는 이론이 낳은 전체주의를 비판하는 '비판 이론'이라고 불리는 새로운 마르크스주의를 전개했다. 이는 헤겔의 변증법을 기초에, 마르크스주의 철학과 과학을 통합해, 비합리적인 사회로부터의 인간의 해방을 목표로 한다는 것이며, 프로이트의 정신 분석을 응용한다. 비판 이론은 우선, 데카르트적인 주관·객관의 2항대립을 전제로 하고 있는 전통적 이론을 비판한다. 이러한 대립 도식은 지배되는 객체로서의 자연을 분석해 관념한다. 그 때문에, 학문은 분석되는 대상마다 분단되어 전문가·기술화해 가지만, 제학문은 인간의 해방을 목표로 한다는 목적이기 때문에 통합돼야 하는 것이다. 또, 전통 이론은 세계가 지배되는 객체로서 자연의 총체라고 보기 때문에, 현상 추인을 위한 이데올로기로서 기능한다. 그러므로, 세계는 마르크스주의적인 관점으로부터, 구체적인 자연에 대해서 노동을 더해 만들어진 것의 역사적 사회적인 것의 총체로서 파악돼야 한다. 게다가 비판 이론은 마르크스주의도 비판한다. 마술로부터의 해방과 합리화를 목표로 한 근대적인 계몽의 변증법의 기원은 마르크스가 주장한 것 같은 계급 대립이 아니라, 인간과 자연과의 생존을 건 투쟁이다. 따라서, 전통적인 이론은 신뢰해 온 이성은 생에 종속되는 도구적인 것에 지나지 않는다. 그러므로, 근대적인 이성이 전통 사회를 전체주의로 이끈 진정한 범인이라 한다.

### 실존주의

#### 사르트르

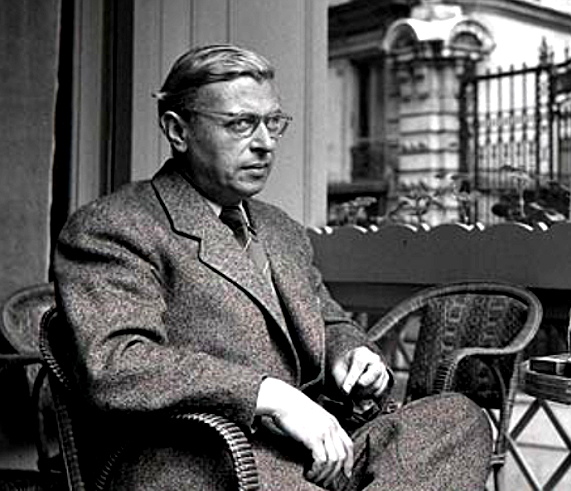
사르트르

프랑스 실존주의의 선조 사르트르는 주요 저서 '존재와 무 - 현상학적 존재론의 시도' (1943년)에서 지금 확실히 살아 있는 자기 자신의 존재인 실존을 중심으로 하는 존재론을 전개했다. 사르트르의 사상은 특히 무신론적 실존주의로 불리며 자신의 강연 '실존주의는 휴머니즘일까'에 두고, 플라톤·아리스토텔레스에 기원을 가지는 '본질 존재가 사실 존재에 앞선다'라는 전통적 형이상학의 정립을 역전해 '실존은 본질에 앞선다'라고 주장해, '인간은 자유라는 형에 처해지고 있다'라고 말했다. 만약, 모든 것이 무이며, 그 무로부터 모두의 만물을 창조한 신이 존재한다면, 신은 신 자신이 창조하는 것이 무엇으로 있을까를, 미리 분별하고 있을 것이다. 그러면, 모든 것은 현실에 존재하기 전에, 신에 의해서 앞서 본질을 결정되고 있는 것이 된다. 이 경우는 창조주인 신이 존재하는 것이 전제가 되어 있으므로, '본질이 존재에 앞선다'가 된다. 그러나, 사르트르는 그러한 일절을 창조하는 신이 없는 것이라면 어떻게 되는지 묻는다. 창조의 신이 존재하지 않는다면, 모든 것은 그 본질이 (신으로) 결정되는 것이 없는 채, 현실에 존재해 버리게 된다. 이 경우는 '실존이 본질에 앞선다'가 되고, 이것이 인간이 놓여져 있는 근본적인 상황이라 사르트르는 주장하는 것이다. 사르트르에게 현상학에 의해서 파악되는 헤겔변호법의 근본개념의 하나 존재와 헤겔 변증법의 근본개념의 하나 존재의 당돌하고 무근거한 관계는 즉시 존재의 환영적인 존재의 근거로 되어 있다. 그곳에서는 현상학에 환원 할 수 없는 존재로서의 실존이 문제로 되고 있다.

#### 메를로퐁티
메를로퐁티는 후기 후설의 생활 세계에 초점을 맞혀, 이를 넘으려고 했다. 그는, '지각의 현상학' (1945년)에서 지각·신체를 중심으로 자리잡아 환영지의 현상을 분석해, 자연주의와 관념론을 비판한다. 그 전제가 되는 데카르트적인 코기토에서 '나의 신체'는 세계의 대상의 하나이며, 만일, 그러한 전제가 올바르다면 나의 의식이 객관적으로 없는 다리에 가려움을 느낄 것은 없을 것이다. 그는 데카르트적 전통을 계승하는 사르트르와 같이 헤겔 변증법의 근본개념의 하나 주체, 헤겔변호법의 근본개념의 하나 객체를 명확하게 2분하는 것에 잘못이 있어, 양자를 불가분의 융합적 통일 가운데 파악되어야 하는 것이라 주장한다. 주체이기도 객체이기도 한 것과 동시에 주체도 객체도 아닌 열개의 중심인 두개의 의미적인 존재, 그것이 신체이다. 생리적인 반사조차 산 신체가 환경에 대해서 가지는 전체적 태도, 의미의 파악을 수반하고, 그 전체성은 결코 나의 반성적 의식에 환원해 다하지는 않는다. 나와 세계의 사이의 신체에 의한 관계는 전체적인 구조일 뿐만 아니라, 시간적으로 발전하는 구조이기도 하다. 그에게 헤겔변호법의 근본개념의 하나 존재와 헤겔 변증법의 근본개념의 하나 존재의 대립은 이상과 같은 구조를 가지는 보다 한층 깊은 매개의 소산인 것이다. 이러한 메를로퐁티의 신체론은 프로이트와 용이하게 결합된다. 이러한 구조에 관한 이론이 신체론에 적용될 뿐만 아니라, 이것을 넘어 사회와 개인의 관계에 확장될 때까지는 그만큼의 시간을 필요로 하지 않았던 것이다.

### 구조주의
'존재와 무'에 의해서 일약 시대의 총아가 된 사르트르는 그 후, '변증법적 이성 비판' (1960년)에서 실존주의를 마르크스주의의 내부에 포섭하는 것에 의해서, 사적유물론을 재구성해, 헤겔-마르크스적인 역사주의와 데카르토후설적인 인간 주의와의 통합을 주장하게 되었지만, 그 후, 사르트르와 크러드 레비스트로스의 논쟁을 계기로 마르크스의 상부 구조 / 하부 구조, 생산력 / 생산 관계라는 구조적인 제개념이 실체화되고 있는 것, 또, 데카르토후설적인 근대적인 주체를 사상의 전제로서 실체시하고 있는 것을 비판해, 구조주의가 대두하게 되었다.

### 후구조주의·후근대주의

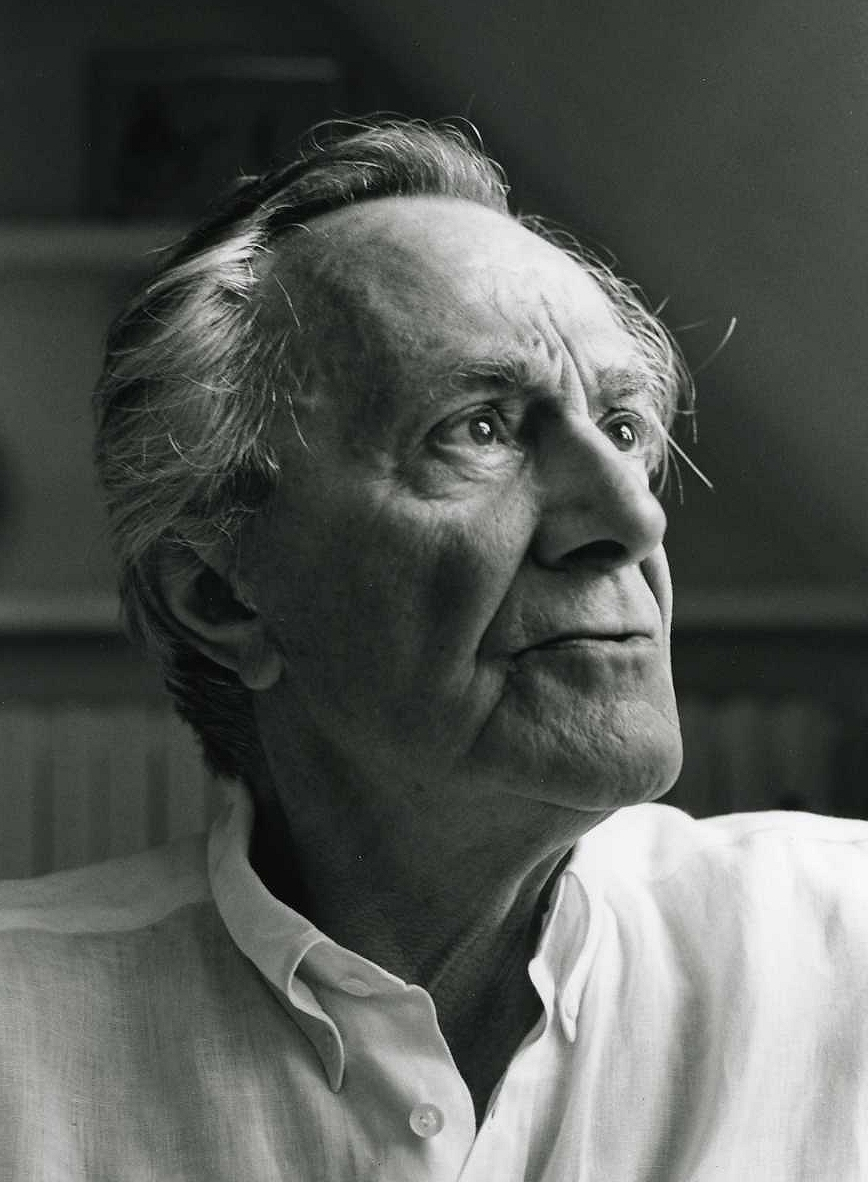
리오타르

1966년, 스트라스부르 대학에서 발단한 학생 운동은 프랑스 전 국토로 확대해, 이른바 5월 혁명이 일어나면, 있을것이다 일이나 본래 노동자의 측에 있어야 할 프랑스 공산당 (PCF)이 스트라이크를 눌러, 당시의 좌익 문화인도 이를 지지해, 마르크스주의에의 민중의 환멸을 지지, 마르크스주의의 퇴락과 함께 근대적인 주체라는 개념을 전제로 적극적인 정치 참가를 긍정한 사르트르의 실존주의도 운명을 같이 하게 되었다. 5월 혁명의 결과는 좌익 세력이 민중의 지지를 잃어, 보수 세력에 의한 안정적인 정치·하이테크를 배경으로 한 대량 소비사회의 실현을 준비했던 것이다.
그리고, 실존주의·마르크스주의를 비판해 온 구조주의에도 비판이 생기기 시작한다. 구조주의는 주체인 인간이 무의식적으로 보편적인 구조에 규정되고 있다고 주장해, 현상의 배후에 있는 구조를 분석하는 것에 의해서, 어느 시스템의 내적 문법을 꺼낼 수 있어 각 시스템은 그에 따라서 작용한다. 그곳에서는 모든 것이 예상 가능하게 되어, 우연성이나 창조성이라는 것이 배제되어 버리는 것이다.
이른바 후구조주의의 논자로 여겨지는 사람들은 구조주의가 가지는 구조를 정적이고 보편적인 것으로, 차이를 배제하는 경향에 대해서, 그것은 서양 중심의 로고스 중심주의라 하여 이의를 제기했던 것이다. 데리다에 의하면 인간이 말 (로고스)에 의해서 세계의 모두를 구조화할 수 있다는 발상 자체, 실존주의·마르크스주의와 같은 서구 형이상학으로부터 빠져 나갈 수 있지 않고, 구조주의에 의해서 형이상학을 해체하려는 시도도 또한 형이상학에 지나지 않는다고 비판해, 탈구축에 의한 계층적인 2항대립을 비평한다. 미셸 푸코는 당초 구조주의자로 보여지고 있었지만, 권력의 구조를 폭로하는 것으로, 서구적인 이성·절대적인 진리를 부정하고 있는 것부터, 후구조주의자로 보여지게 되었다.
그러한 상황 하에서 리오타르는 '후근대의 조건' (1979년)을 저술했지만, 그에 의하면, '후근대은 큰 이야기의 임종'인 것이었다. '헤겔적인 이데올로기 투쟁의 역사가 끝난다'라고 한 코제브의 강한 영향을 받은 생각이다. 확실히 마르크스주의와 같이 장대한 이데올로기의 체계 (큰 이야기)는 끝나, 고도 정보화 사회에서는 미디어에 의한 기호·상징의 대량 소비를 한다고 여겨졌다. 이 생각에 따르면 “후근대”이란 민주주의와 과학기술의 발달에 의한 하나의 귀결이라고 말할 수 있다는 것이었다.
이러한 문맥에서의 큰 이야기, 근대 = 근대 특유의, 혹은 적어도 거기에 있어 현저한 것이 된 것으로서 비판적으로 조상으로 거론된 것으로서는 자립적인 이성적 주체라는 이념, 정합적이고 망라적인 체계성, 그 등질적인 환원 주의적인 요소, 도구적 이성에 의한 세계의 추상적인 객체화, 중심·주록이라는 일방적인 계층화 등, 합리적으로 계급적인 사고의 태도에 대한 재고를 중심으로 하면서도, 중점은 논자에 의해서 다양했다. 따라서, 후근대주의의 내용도 논자나 문맥에 따라서 상당히 달라, 명확한 정의는 없다고 해도 좋지만, 그것은 근대적인 주체를 가능하게 한 지식, 이성, 로고스라는 서양에 전통적인 개념에 대한 이의를 포함한, 회의주의적, 반기초 마련 주의적인 사상 내지 정치적 운동이라는 대범한 특징을 가질 수 있다. 그 의미로 단순한 학설·사상이 아니라, 보다 실천적인 의도도 포함하는 운동이라고 할 수 있는 것이다. 그것은 좌익 없는 사회, 대량 소비사회에서 자유와 향락을 향수하면서도 반권력·반권위인 계속하기 위한 끝나지 않는 도주인 것이다.

## 냉전의 끝과 사상의 대중화
1991년에 소련이 해체하면서, 거시적 차원에서 거론되는 마르크스주의와, 근대적인 합리주의는 급격히 퇴조하였다. 그러나, 이 사조는 고도 자본주의 사회의 계속적인 대량 소비를 분석하기 위해 부분적으로 도입되었다. 또한, 학자들에 의해 고도로 전문화된 분야가 되었던 철학도 대중에 의해서 상품으로서 소비되는 시기를 맞이하게 되었다.

## 문화 연구와 후식민지주의
1980년대, 문화 연구와 후식민지주의라는 2개의 사상 조류가 거의 동 시기에 발생해, 서로 영향을 주면서 발전해 갔다. 문화 연구는 리처드 호 가이드가 초대 소장이 된 버밍엄 대학 현대문화 연구 센터 (CCCS: Centre for Contemporary Cultural Studies)를 기원의 하나로 해, 스튜어트 홀과 딕 헤브디지, 폴 기르로이들의 활동에 의해서 발전해, 각국에 퍼져 갔다. 호 가이드는 대학졸업 후 당분간의 사이 성인 교육 (야간 학교와 비슷한 것)에서 교편을 취하고 있었던 적이 있지만, 이에 상징되듯이, 문화 연구의 면면은 영국의 고등교육과 대중문화의 관계에 직면해, 그 문제의 분석에 해당했다. 그 때문에 문예 비평도 분석의 대상으로 할 뿐만 아니라, 그 중에서도 이른바 고급 문화 뿐만 아니라 서브 컬처 (대중문화)도 단서로 하는 점에 특징이 있다. 대중문화와 떼어낼 수 없는 미디어론을 구사해, 비교 문학, 문화인류학, 사회학, 정치학과 결합되면서 전개하며 갔다.
후식민지주의는 에드워드 사이드가 저술한 '오리엔탈리즘' (1978년)을 효시로 한다. 사이드는 미셸 푸코에 영향을 받으면서, 제2차 세계대전 후식민지였던 지역은 잇달아 독립을 이루어 살아 또, 전후 인문 학연구의 중심지가 된 아메리카 합중국에서 많은 소수파의 2세·3세가 대학에서 학위를 받게 되었던 시대를 배경으로, 서양 중심 주의적인 언설에 의해 어떻게 동양 (본저로 문제로 되어 있는 것은 동양이 아니라 중동 아랍)이 구축되어 그것이 얼마나 권력 = 지식과 결합되고 있는지를 분석했던 것이다. 후구조주의, 후근대주의의 영향 아래, 문화인류학, 사회학, 역사학, 문학과 결합되면서 전개해, 마하트마 간디나 노신 등의 비서양의 사상에 빛을 쬐려고 했던 것이다.

## 현대 자유주의
미국 건국 당시에는 사회나 정치에의 관심이 미국의 철학을 지배하고 있었지만, 분석 철학자들은 인식론적인 문제, 언어나 과학에 관한 문제나 개념을 주로 취급하고 있었기 때문에, 미국의 철학에서 1970년대까지 너무 사회나 정치라는 '실천'의 문제에는 충분한 관심을 받지 못하였으나, 냉전의 끝과 거의 시기를 같이 해 정치와 사회에 대한 관심으로 회귀하는 조류가 생겨났다.
1971년, 존 롤스는 그 저서 '정의론'을 출판하였다. 이 책에서는 사회 계약의 한 형태에 근거하는 롤스의 '공정함으로서의 정의'관을 피력하였다. 롤스는 그의 개념의 원점을 설명하기 위해서 '무지의 베일'라고 부르는 개념 기구의 이용을 제안하였다. 롤스의 철학에서는 원초 상태가 토머스 홉스의 자연 상태에 대한 상호 관계이다. 이 원초 상태에서 사람은 무지의 베일의 그림자에 있다고 하며, 그것은 사람 각자의 성격을 깨닫지 않고, 인종, 종교, 부 등의 사회에서의 위치를 모른다. 공정의 원칙은 이 원초 상태에 있는 동안에 판단력이 있는 사람에 의해서 선택된다. 공정의 2개의 원칙은 평등한 자유의 원칙과 사회 및 경제적 불평등의 분포를 지배하는 원칙이다. 여기에서 롤스는 격차 원리에 따르는 배분의 공정의 구조를 논해 사회 및 경제적 불평등 모두는 최소의 이점이 있는 최대의 혜택이어야 한다고 주장한다.
자유지상주의자 로버트 노직은 롤스의 생각을 정부에 의한 과도의 통치와 권리침해를 촉진하고 있다고 보아 1974년에 '무정부, 국가, 유토피아'를 출판하였다. 이 책에서는 최소의 국가를 논해 개인의 자유를 방위하고 있다. 정부의 역할은 경찰의 보호, 국가 방위 및 재판소의 관리로 한정해, 현대 정부에 의해서 통상에 행해지고 있는 다른 임무, 즉 교육, 사회 보장, 복지 등은 종교단체나 자선단체 등 자유시장에서 운영되는 민간 조직에 교체되어야 한다고 주장하고 있다. 노직은 그 견해를 공정함의 수권 이론이라고 주장해, 만약 사회 구성원 모두가 획득, 이행 및 조정의 원칙에 따라서 그 소유물을 획득한다면, 그 배분이 얼마나 불공정하든지 할당의 패턴은 공정하다고 하고 있다. 공정함의 수권 이론은 '분배의 공정함이 실제로 있는 역사적 상황에 의해서 결정되지만 (종국 상태 이론의 반대), 가장 열심히 일한 사람 혹은 가장 몫에 적합한 사람이 제일의 몫을 얻을 수 있는 것을 보증하는 어떤 패턴과도 관계를 가지지 않는다'라고 주장하고 있다.
앨러스터 매킨타이어는 영국에서 출생 교육을 받았지만, 미국에 40년 간 정도 생활해 일하였다. 매킨타이어는 고대 그리스에서 제창된 도덕론인 덕윤리학에 관한 관심을 환기한 공적이 있다, 탁월한 토마스 아퀴나스주의 정치 철학자라고 생각되고 있다. '현대의 철학과 현대의 생활은 이로 정연으로 한 도덕법의 결여에 의해서 특징지을 수 있어 이 세계에 사는 대부분의 개인은 그 인생에 의미 있는 목적감이 없고, 순수한 사회도 빠져 있다'라고 주장하고 있다. 매킨타이어는 이러한 상태를 바로잡기 위한 적절한 방법은 개인이 적절히 미덕을 획득할 수 있는 순수하게 정치적인 사회로 돌아오는 것이라고 생각하고 있다.
학술적 철학과는 별도로, 정치와 사회의 관심은 민권 운동과 마틴 루터 킹 2세의 저작이 중심적 화제가 되었다.

## 참고 문헌
- H. 그록크나 '유럽의 철학 그 역사적 고찰' 상중하, 이노우에 쇼우이치 역, 와세다 대학 출판부, 1965년- 1968년, ASIN: B000JAC6AI,: B000JA9ASE,: B000JA54ZM
- '현대 철학 - 현대 철학의 109명' 오즈치사, 1978년
- 이마무라 히토시·미시마 켄이치·와시다 세이치·노케 케이치·야시로 아즈사 '현대 철학의 원류' 코단샤, 2003년 6월 11일, ISBN 4062743515
- 나카마사 마사키·세이케 류스케·호쿠다 아키히로·후지모토 이사무·모우리 요시타카 '현대 철학 입문 - 글로벌 시대의 '사상 지도'입자 되어 있다!' PHP 연구소, 2007년
- 사이먼 크리치리 '유럽 대륙의 철학' 사토 토오루 역, 노케 케이치 해설, 이와나미 서점, 2004년 ISBN 4000268724

## 같이 보기
- 아메리카 합중국의 철학
- 프랑스 현대 철학
- 독일 현대 철학
- 이탈리아 현대 철학
- 현대음악
- 현대문학
- 뉴·학문지상주의